# EHF Champions League mannen 1993/94
De EHF Champions League 1993/94 was de vierendertigste editie van de hoogste handbalcompetitie voor clubs in Europa.

## Deelnemers
| Eerste ronde | Eerste ronde |
| --- | --- |
| - HC Kehra Tallinn: Kampioen van Estland - Shevardeni STU Tbilisi: Kampioen van Georgië - "Pelister" Bitola: Kampioen van Macedonië | - Tatran Presov: Kampioen van Tsjecho-Slowakije - Celje Pivovarna Lasko: Kampioen van Slovenië - SKA Minsk: Kampioen van Wit-Rusland |
| Tweede ronde | |
| - Initia H.C. Hasselt: Kampioen van België - Belassitza Petritch: Kampioen van Bulgarije - Strovolos Nicosie: Kampioen van Cyprus - Kolding IF: Kampioen van Denemarken - SG Wallau/Massenheim: Kampioen van Duitsland - Vestmanna IF: Kampioen van Faeröer - Drumso IK Dicken: Kampioen van Finland - USAM Nîmes: Kampioen van Frankrijk - Ionikos Athen: Kampioen van Griekenland - Fotex Veszprém: Kampioen van Hongarije - Valur Reykjavík: Kampioen van IJsland - Hapoel Rishon LeZion: Kampioen van Israël - Pallamano Trieste: Kampioen van Italië - Badel 1862 Zagreb: Titelhouder 1992/93 - Medvescak Zagreb: Kampioen van Kroatië | - Granitas Kaunas: Kampioen van Litouwen - CHEV Handball Diekirch: Kampioen van Luxemburg - Horn Sittardia: Kampioen van Nederland - Sandefjord HK: Kampioen van Noorwegen - ZTR Zaporijia: Kampioen van Oekraïne - UHK West Wien: Kampioen van Oostenrijk - Jskra Ceresit Kielce: Kampioen van Polen - ABC Braga: Kampioen van Portugal - Nova St. Petersburg: Kampioen van Rusland - TEKA Santander: Kampioen van Spanje - Tatra Koprivnice: Vice-kampioen van Tsjecho-Slowakije - Halkbank Ankara: Kampioen van Turkije - Redbergslids Göteborg: Kampioen van Zweden - Borba Luzern: Kampioen van Zwitserland |

## Kwalificatieronde
| Team 1                 | Score   | Team 2                | 1       | 2       |
| ---------------------- | ------- | --------------------- | ------- | ------- |
| Pelister Bitola        | 46 – 51 | Celje Pivovarna Lasko | 22 – 23 | 24 – 28 |
| SKA Minsk              | 53 – 47 | HC Kehra Tallinn      | 33 – 21 | 20 – 26 |
| Shevardeni STU Tbilisi | 32 – 42 | HT Tatran Prešov      | 12 – 17 | 20 – 25 |

## Hoofdtoernooi

### Laatste 16
| Team 1                 | Score   | Team 2                 | 1       | 2       |
| ---------------------- | ------- | ---------------------- | ------- | ------- |
| Medvescak Zagreb       | 53 – 45 | ZTR Zaporijia          | 28 – 19 | 25 – 26 |
| Horn Sittardia         | 35 – 53 | TEKA Santander         | 15 – 32 | 20 – 27 |
| SG Wallau/Massenheim   | 68– 24  | CHEV Handball Diekirch | 34 – 10 | 34 – 14 |
| Nova St. Petersburg    | 45 – 52 | Hapoel Rishon LeZion   | 25 – 29 | 20 – 23 |
| Kolding IF             | 48 – 56 | Sandefjord HK          | 25 – 25 | 23 – 31 |
| Badel 1862 Zagreb      | 48 – 41 | Granitas Kaunas        | 27 – 19 | 21 – 22 |
| Halkbank Ankara        | 37 – 38 | Borba Luzern           | 18 – 17 | 19 – 21 |
| USAM Nîmes             | 40 – 31 | Tatran Presov          | 22 – 16 | 18 – 15 |
| Tatra Koprivnice       | 41 – 45 | Valur Reykjavik        | 23 – 23 | 18 – 22 |
| Strovolos Nicosie      | 35 – 70 | Fotex Veszprém         | 17 – 33 | 17 – 37 |
| Jskra Ceresit Kielce   | 62 – 42 | Ionikos Athen          | 32 – 20 | 30 – 20 |
| Principe Trieste       | 34 – 35 | UHK West Wien          | 21 – 17 | 13 – 18 |
| Redbergslids Göteborg  | 34 – 38 | Celje Pivovarna Lasko  | 23 – 21 | 11 – 17 |
| Drumso IK Dicken, Esbo | 50 – 33 | Vestmanna IF           | 28 – 16 | 22 – 17 |
| SKA Minsk              | 55 – 45 | Belassitza Petritch    | 32 – 16 | 23 – 29 |
| ABC Braga              | 43 – 27 | Initia H.C. Hasselt    | 26 – 13 | 17 – 14 |

### Achtste finale
| Team 1                | Score   | Team 2               | 1       | 2       |
| --------------------- | ------- | -------------------- | ------- | ------- |
| Jskra Ceresit Kielce  | 48 – 66 | SG Wallau/Massenheim | 23 – 34 | 25 – 32 |
| Celje Pivovarna Lasko | 51 – 30 | Borba Luzern         | 27 – 11 | 24 – 19 |
| ABC Braga             | 58 – 53 | Hapoel Rishon LeZion | 28 – 22 | 30 – 31 |
| Fotex Veszprém        | 45 – 51 | TEKA Santander       | 29 – 26 | 16 – 25 |
| Valur Reykjavik       | 46 – 46 | Sandefjord HK        | 25 – 22 | 21 – 24 |
| Drumso IK Dicken      | 53 – 66 | Badel 1862 Zagreb    | 26 – 24 | 27 – 42 |
| SKA Minsk             | 37 – 57 | USAM Nîmes           | 15 – 31 | 22 – 26 |
| UHK West Wien         | 39 – 38 | Medvescak Zagreb     | 23 – 20 | 16 – 18 |

### Groep fase

#### Groep A
| Pos | Club              | Wed | W | G | V | Ptn | DV  | DT  | +/− | Opmerking                   |
| --- | ----------------- | --- | - | - | - | --- | --- | --- | --- | --------------------------- |
| 1   | ABC Braga         | 6   | 3 | 2 | 1 | 8   | 139 | 135 | +4  | 00Geplaats voor de finale00 |
| 2   | USAM Nîmes        | 6   | 2 | 3 | 1 | 7   | 142 | 135 | +7  |                             |
| 3   | Sandefjord HK     | 6   | 3 | 3 | 1 | 7   | 146 | 145 | +1  |                             |
| 4   | Badel 1862 Zagreb | 6   | 0 | 2 | 4 | 2   | 135 | 147 | -12 |                             |

| USAM Nîmes        | 25-22 | Badel 1862 Zagreb |
| Sandefjord HK     | 28-18 | ABC Braga         |
| Badel 1862 Zagreb | 29-29 | Sandefjord HK     |
| ABC Braga         | 26-26 | USAM Nîmes        |
| USAM Nîmes        | 26-20 | Sandefjord HK     |
| ABC Braga         | 24-19 | Badel 1862 Zagreb |
| USAM Nîmes        | 22-22 | ABC Braga         |
| Sandefjord HK     | 25-24 | Badel 1862 Zagreb |
| ABC Braga         | 28-22 | Sandefjord HK     |
| Badel 1862 Zagreb | 23-23 | USAM Nîmes        |
| Badel 1862 Zagreb | 18-21 | ABC Braga         |
| Sandefjord HK     | 22-20 | U.S.A.M. Nîmes    |
|                   |       |                   |

#### Groep B
| Pos | Club                  | Wed | W | G | V | Ptn | DV  | DT  | +/− | Opmerking                   |
| --- | --------------------- | --- | - | - | - | --- | --- | --- | --- | --------------------------- |
| 1   | TEKA Santander        | 6   | 4 | 0 | 2 | 8   | 136 | 136 | 0   | 00Geplaats voor de finale00 |
| 2   | SG Wallau/Massenheim  | 6   | 3 | 0 | 3 | 6   | 128 | 127 | +1  |                             |
| 3   | UHK West Wien         | 6   | 3 | 0 | 3 | 6   | 116 | 121 | -5  |                             |
| 4   | Celje Pivovarna Lasko | 6   | 2 | 0 | 4 | 4   | 120 | 116 | +4  |                             |

| Celje Pivovarna Lasko | 19-21 | TEKA Santander        |
| UHK West Wien         | 20-19 | SG Wallau/Massenheim  |
| TEKA Santander        | 21-17 | UHK West Wien         |
| SG Wallau/Massenheim  | 23-18 | Celje Pivovarna Lasko |
| SG Wallau/Massenheim  | 30-23 | TEKA Santander        |
| Celje Pivovarna Lasko | 24-18 | UHK West Wien         |
| UHK West Wien         | 28-23 | TEKA Santander        |
| Celje Pivovarna Lasko | 23-16 | SG Wallau/Massenheim  |
| SG Wallau/Massenheim  | 17-15 | UHK West Wien         |
| TEKA Santander        | 20-19 | Celje Pivovarna Lasko |
| UHK West Wien         | 18-17 | Celje Pivovarna Lasko |
| TEKA Santander        | 28-23 | SG Wallau/Massenheim  |
|                       |       |                       |

### Finale
Finale wedstrijd 1
| 23 april 1994 18:00 | ABC Braga | 22 - 22 | TEKA Santander | Pavilhão Flávio Sá Leite, Braga Scheidsrechters: Svein Olav Oie, Bjorn Hogsnes (NOO) |
| 23 april 1994 18:00 | (9-8)     |         |                | Pavilhão Flávio Sá Leite, Braga Scheidsrechters: Svein Olav Oie, Bjorn Hogsnes (NOO) |
| 23 april 1994 18:00 | 3×        | Raport  | 2× 6×          | Pavilhão Flávio Sá Leite, Braga Scheidsrechters: Svein Olav Oie, Bjorn Hogsnes (NOO) |

Finale wedstrijd 2
| 30 april 1994 18:00 | TEKA Santander | 23 - 21 | ABC Braga | Palacio de Deportes, Santander Scheidsrechters: Fritz Rudin, Roger Schill (ZWI) |
| 30 april 1994 18:00 | (11-11)        |         |           | Palacio de Deportes, Santander Scheidsrechters: Fritz Rudin, Roger Schill (ZWI) |
| 30 april 1994 18:00 | 2× 4×          | Raport  | 2×        | Palacio de Deportes, Santander Scheidsrechters: Fritz Rudin, Roger Schill (ZWI) |